# Liste der Kardinalskreierungen Pius’ IX.

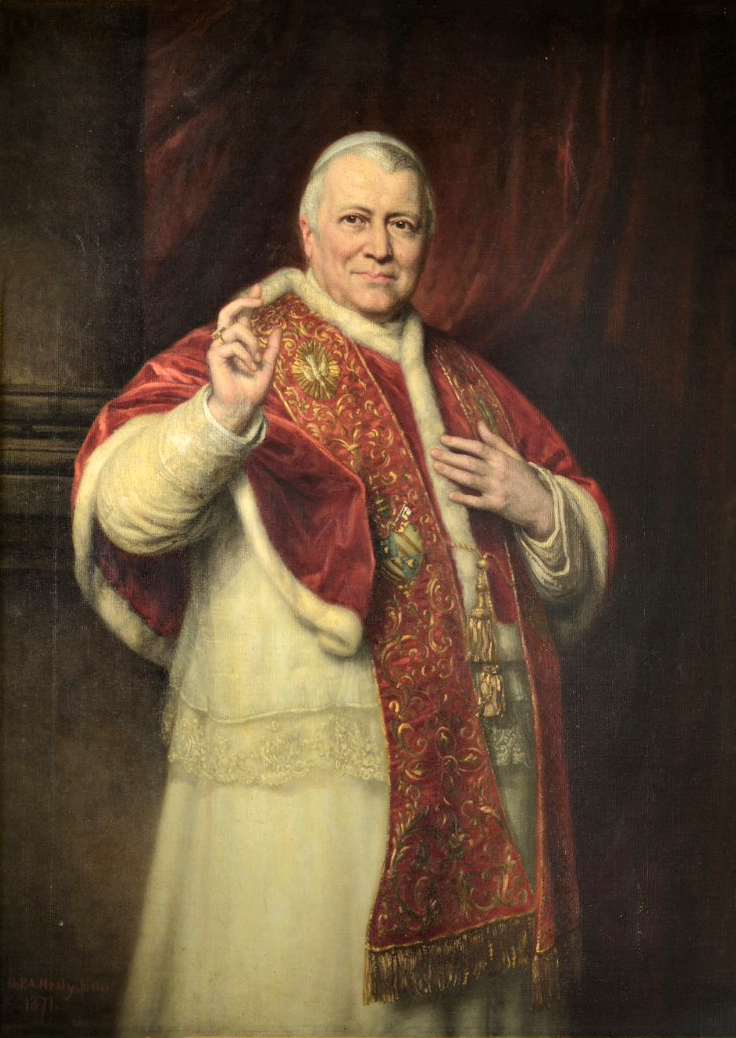
Pius IX.

Im Verlauf seines langen Pontifikates – dem längsten der Kirchengeschichte – kreierte Papst Pius IX. (1846–1878) 123 Kardinäle in 23 Konsistorien.

## 21. Dezember 1846
- Gaetano Baluffi
- Pietro Marini

- in pectore Giuseppe Bofondi
- in pectore Raffaele Fornari

## 11. Juni 1847
- Giacomo Antonelli
- Giuseppe Bofondi

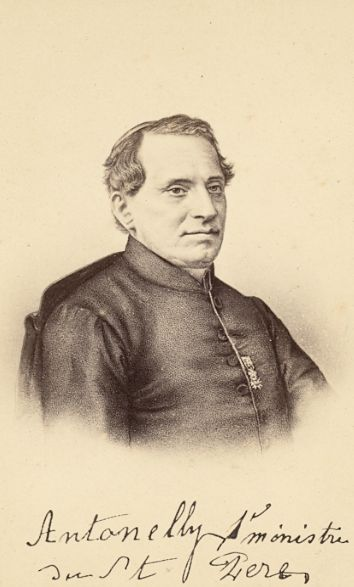
Giacomo Antonelli

- Jacques-Marie-Antoine-Célestin du Pont
- Pierre Giraud

## 20. Januar 1848
- Carlo Vizzardelli

## 30. September 1850
- Juan José Bonel y Orbe
- Giuseppe Cosenza
- Paul-Thérèse-David d'Astros
- Pedro Paulo de Figuereido da Cunha e Melo
- Raffaele Fornari
- Thomas-Marie-Joseph Gousset
- Jacques-Marie-Adrien-Césaire Mathieu
- Giuseppe Pecci
- Roberto Giovanni F. Roberti
- Judas José Romo y Gamboa
- Maximilian Joseph Gottfried Sommerau Beeckh
- Melchior Ferdinand Joseph von Diepenbrock
- Johannes von Geissel
- Nicholas Patrick Stephen Wiseman

## 15. März 1852
- Girolamo d’Andrea
- François-Auguste-Ferdinand Donnet
- Domenico Lucciardi
- Carlo Luigi Morichini

- in pectore Giovanni Brunelli
- in pectore Michele Viale-Prelà

## 7. März 1853
- Giovanni Brunelli
- Prospero Caterini
- François-Nicholas-Madeleine Morlot
- Giusto Recanati OFMCap
- Vincenzo Santucci
- Domenico Savelli
- Ján Krstitel Scitovszky
- Michele Viale-Prelà

## 19. Dezember 1853

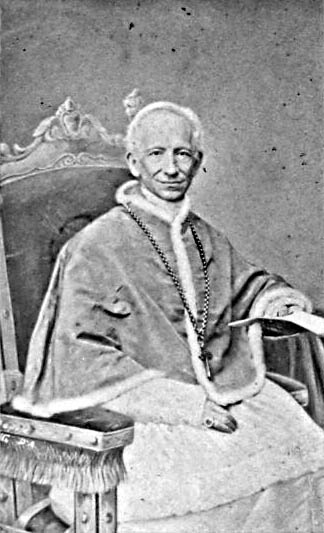
Leo XIII., vormals Vincenzo Gioacchino Pecci

- Vincenzo Gioacchino Raffaele Luigi Pecci (später Papst Leo XIII.)

- in pectore Camillo Di Pietro

## 17. Dezember 1855

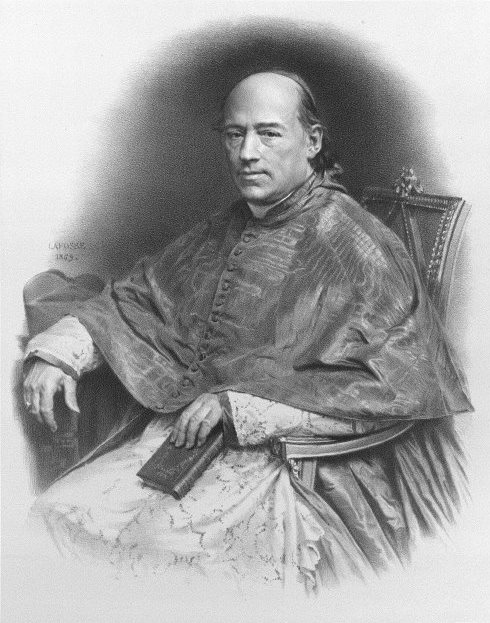
Karl August von Reisach

- Francesco Gaude OP
- Joseph Othmar von Rauscher
- Clément Villecourt
- Karl August von Reisach

## 16. Juni 1856
- Alessandro Barnabò
- Camillo Di Pietro
- Gaspare Grasselini CO
- Juraj Haulík Váralyai
- Mihail Lewicki
- Francesco de' Medici di Ottaiano

## 15. März 1858
- Antonio Benedetto Antonucci
- Cirilo de Alameda y Brea OFM
- Theodulf Mertel
- Giuseppe Milesi Pironi Ferretti
- Enrico Orfei
- Pietro De Silvestri
- Manuel Joaquín Tarancón y Morón

## 25. Juni 1858
- Manuel Bento Rodrigues da Silva

## 27. September 1861
- Gaetano Bedini
- Alexis Billiet
- Miguel García Cuesta
- Fernando de la Puente y Primo de Rivera
- Antonio Maria Panebianco OFMConv
- Angelo Quaglia
- Carlo Sacconi
- Angelo Ramazzotti (starb drei Tage vor dem Konsistorium)

## 16. März 1863
- Giuseppe Andrea Bizzarri
- Antonio Saverio De Luca
- Filippo Maria Guidi O.P.
- Luis de la Lastra y Cuesta
- Francesco Pentini
- Jean-Baptiste-François Pitra OSB
- Giuseppe Luigi Trevisanato

## 11. Dezember 1863
- Henri-Marie-Gaston Boisnormand de Bonnechose

## 22. Juni 1866
- Luigi Bilio B
- Domenico Consolini
- Paul Cullen

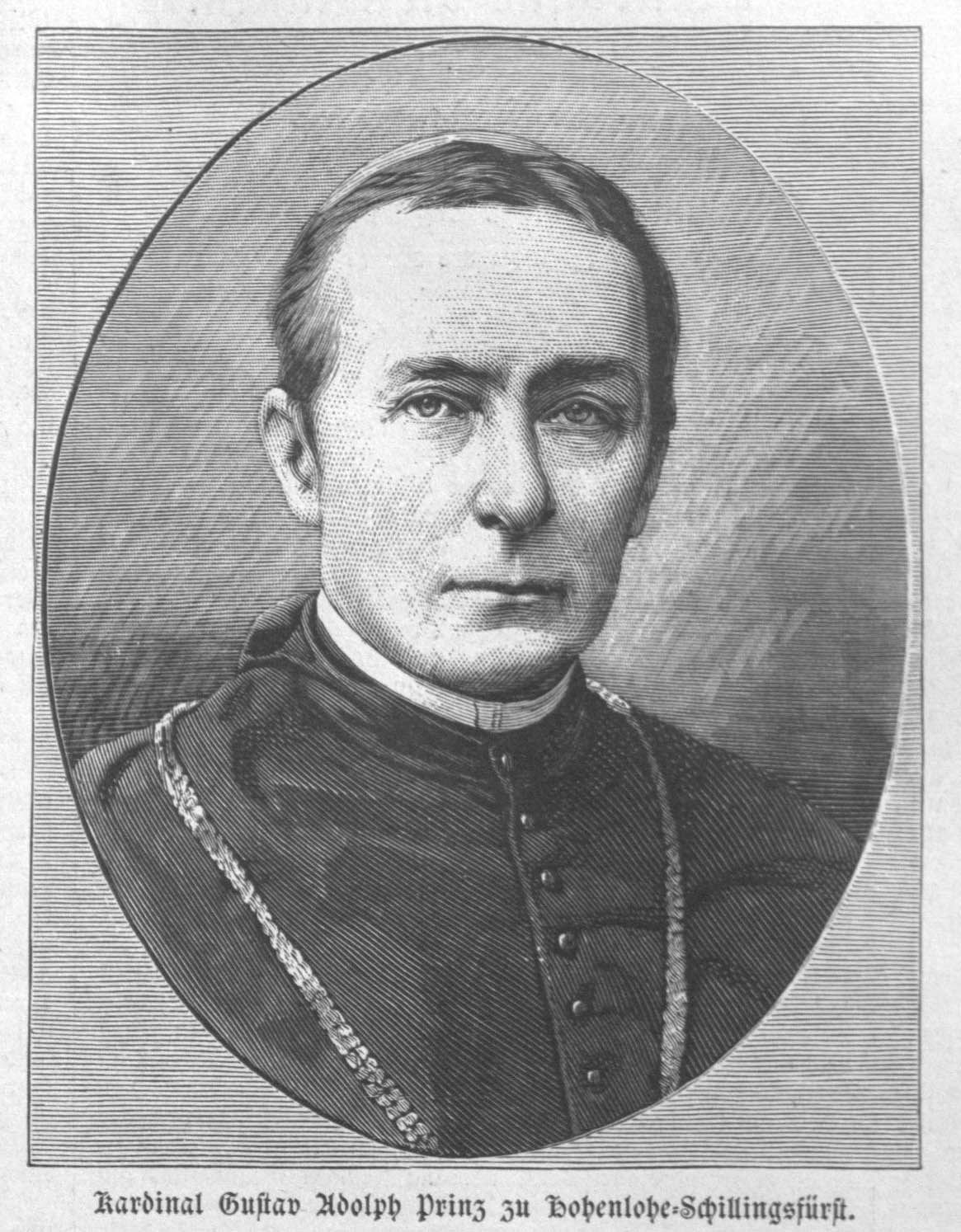
Gustav Adolf zu Hohenlohe-Schillingsfürst

- Gustav Adolf zu Hohenlohe-Schillingsfürst
- Antonio Matteucci

## 13. März 1868
- Lorenzo Barili
- Giuseppe Berardi
- Lucien-Louis-Joseph-Napoléon Bonaparte
- Edoardo Borromeo
- Annibale Capalti
- Innocenzo Ferrieri
- Matteo Eustachio Gonella
- Raffaele Monaco La Valletta
- Juan de la Cruz Ignacio Moreno y Maisonave

## 22. Dezember 1873
- Mariano Benito Barrio Fernández
- Flavio Chigi
- Mariano Falcinelli Antoniacci OSB
- Alessandro Franchi
- Joseph Hippolyte Guibert OMI
- Tommaso Maria Martinelli OSA

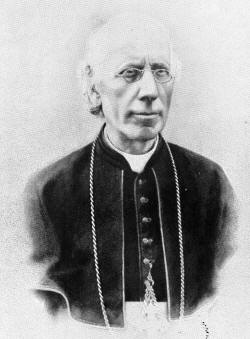
Luigi Oreglia di Santo Stefano

- Inácio do Nascimento Morais Cardoso
- Luigi Oreglia di Santo Stefano
- René-François Régnier
- János Simor
- Camillo Tarquini SJ
- Maximilian Joseph von Tarnóczy

## 15. März 1875
- Domenico Bartolini

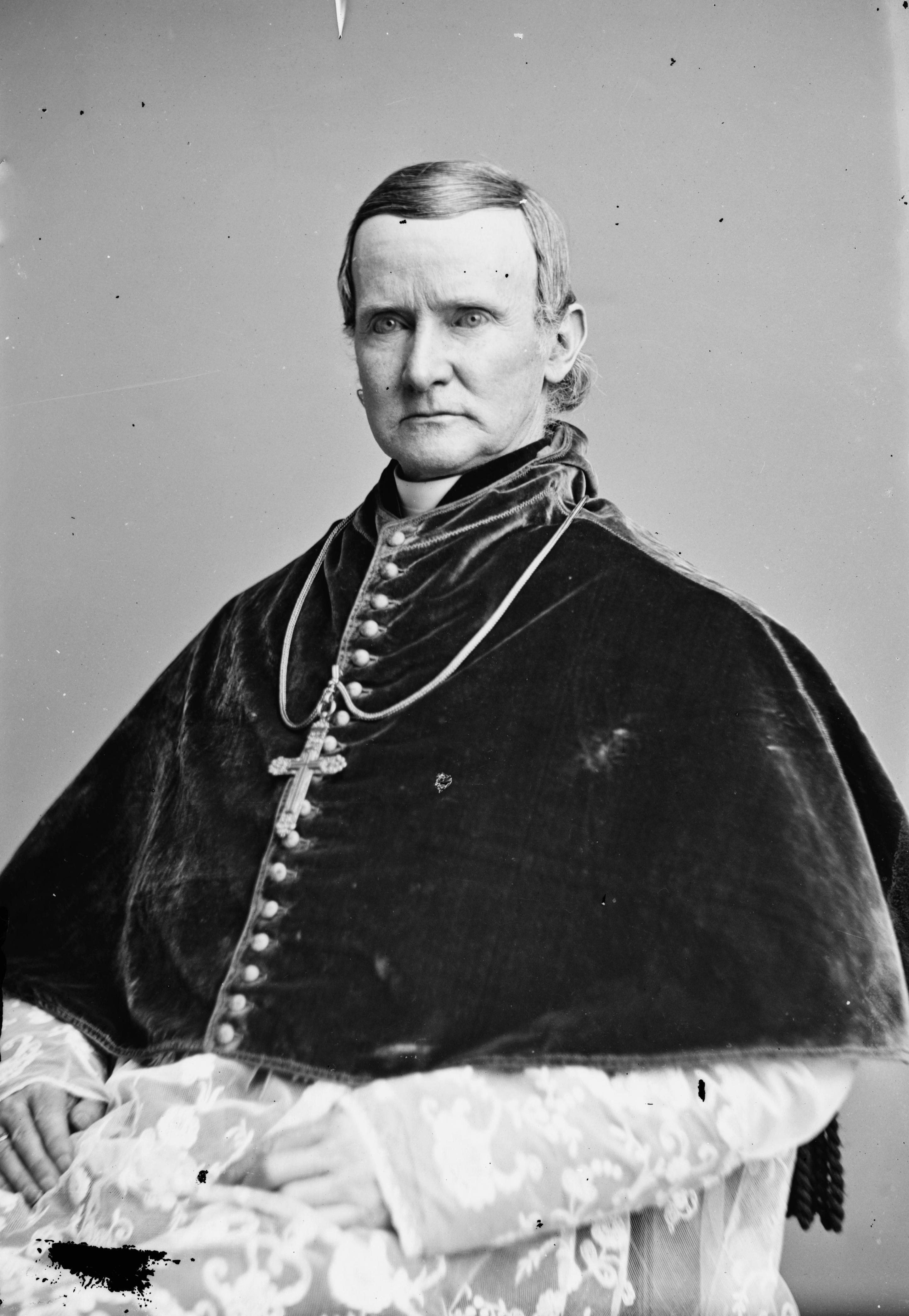
John McCloskey

- Victor-Augustin-Isidore Dechamps CSSR
- Pietro Gianelli
- Mieczysław Halka Ledóchowski
- Henry Edward Manning
- John McCloskey

- in pectore Ruggero Luigi Emidio Antici Mattei
- in pectore Salvatore Nobili Vitelleschi
- in pectore Bartolomeo Pacca, Jr.
- in pectore Lorenzo Ilarione Randi
- in pectore Giovanni Simeoni

## 17. September 1875
- Ruggero Luigi Emidio Antici Mattei
- Geoffroy Brossais Saint-Marc
- Salvatore Nobili Vitelleschi
- Bartolomeo Pacca, Jr.
- Lorenzo Ilarione Randi
- Giovanni Simeoni

## 3. April 1876
- Bartolomeo d’Avanzo
- Johannes Baptist Franzelin SJ

## 12. März 1877
- Francesco Saverio Apuzzo
- Francisco de Paula Benavides y Navarrete
- Luigi di Canossa
- Louis-Marie-Joseph-Eusèbe Caverot
- Frédéric de Falloux du Coudray
- Manuel García Gil OP
- Edward Henry Howard
- Lorenzo Nina
- Miguel Payá y Rico
- Enea Sbarretti
- Luigi Serafini

## 22. Juni 1877
- Johann Rudolf Kutschker
- Josip Mihalović
- Lucido Maria Parocchi

## 28. Dezember 1877
- Vincenzo Moretti
- Antonio Pellegrini